# Eublemma natalensis
Eublemma natalensis là một loài bướm đêm trong họ Erebidae.